# 大橋光博
大橋 光博（おおはし みつひろ、1942年8月16日 - ）は、日本の経営者。西京銀行頭取を務めた。鳥取県出身。

## 経歴・人物
1967年に京都大学経済学部を卒業し、同年に日本銀行に入行。1995年6月に西京銀行専務に就任し、1996年6月に副頭取を経て、1997年6月に頭取に就任。2010年6月には阪神高速道路会長兼社長に就任し、明治大学で非常勤講師も務めた。2003年に藍綬褒章を受章。。